# Donji Miklouš
Donji Miklouš is een plaats in de gemeente Čazma in de Kroatische provincie Bjelovar-Bilogora. De plaats telt 261 inwoners (2001).